# Geología de Venezuela

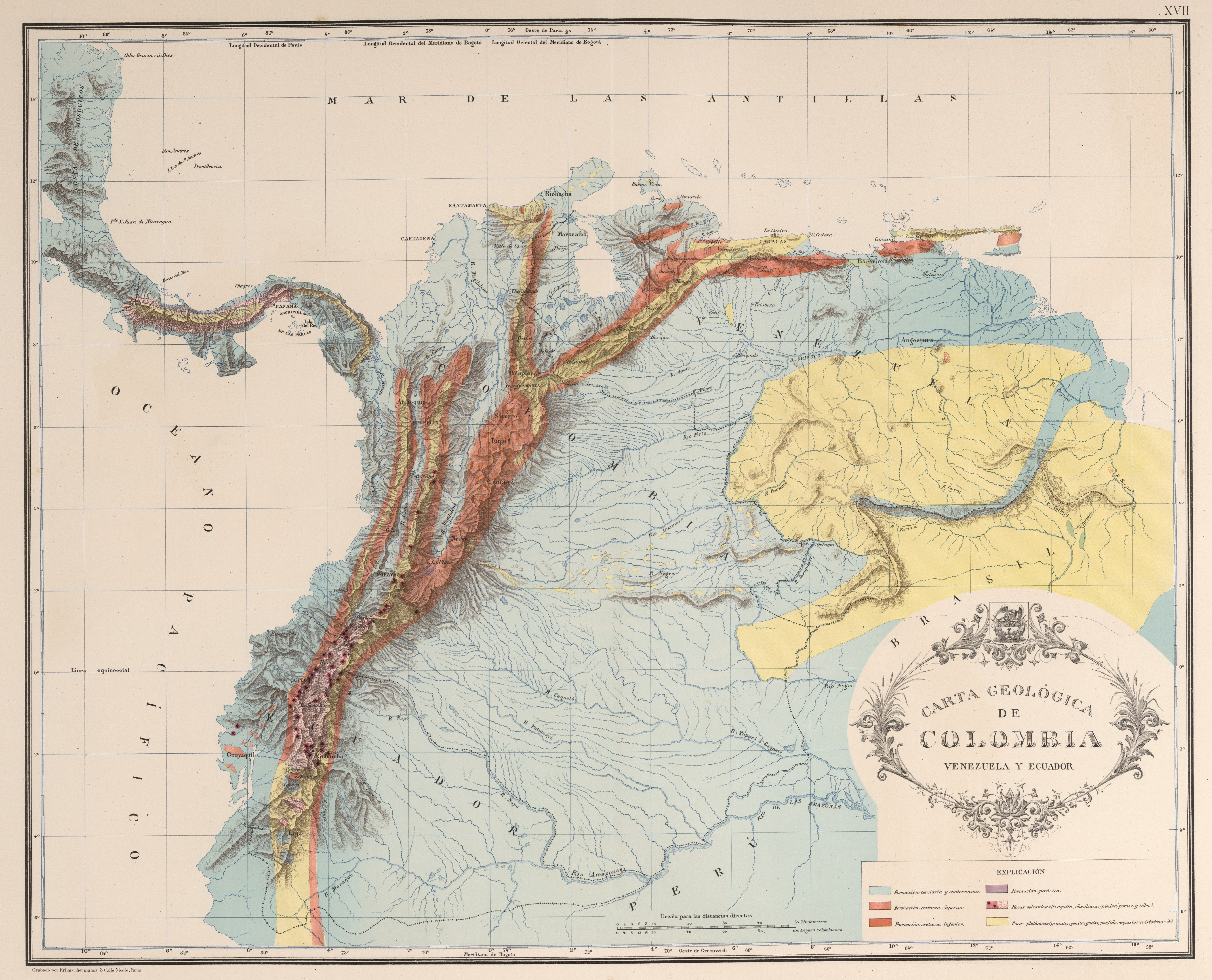
Carta geológica de Venezuela, Colombia y Ecuador (1890)

La geología de Venezuela incluye antiguas rocas ígneas y metamórficas del basamento precámbrico, estratificadas con rocas sedimentarias del Paleozoico y Mesozoico y sedimentos cenozoicos gruesos geológicamente recientes con abundante petróleo y gas.

## Historia geológica, estratigrafía y tectónica
Las rocas más antiguas de Venezuela se formaron durante el Precámbrico y ocupan el escudo guayanés en la franja sur del país, cerca de Guyana y Brasil, al este de El Baúl. En la zona occidental del escudo guayanés, dentro del Territorio Amazonas, los granos de circón de la Formación Roraima precámbrica se han fechado con datación con uranio-plomo y datación con rubidio-estroncio. El metamorfismo y la actividad intrusiva formaron gneis con protolitos sedimentarios e ígneos hace alrededor de 1.800 millones de años. Los plutones emplazaron granito y tonalita después de la tectónica de colisión y subducción inferida hasta hace unos 1,550 millones de años. Las rocas volcánicas de la formación se produjeron hace 1,74 mil millones de años.
El metamorfismo fue impulsado en algunos lugares por la orogenia transamazónica. La investigación geoquímica sobre el Complejo Imataca dentro de rocas metaígneas y metasedimentarias que alcanzan el grado de granulita en la secuencia de facies metamórficas sugiere descompresión a alta temperatura, basada en ensamblajes de silimanita, cianita, granate, ortopiroxeno, plagioclasa y cuarzo.

### Paleozoico(hace 541-251 millones de años)
El periodo paleozoico en Venezuela está expuesto principalmente en los Andes y la parte centro-occidental del país. La investigación en los Andes de Mérida en la década de 1960 reveló rocas sedimentarias sin metamorfosis del Ordovícico, Silúrico, Carbonífero y Pérmico, así como pizarra metamorfoseada. Durante el período, Norteamérica y Sudamérica chocaron, produciendo cuerpos de gneis de feldespato de cuarzo que se extendían por la península de Paria hasta Trinidad. En el oeste de Venezuela, los geólogos han reconocido el alóctono de Apure, un cinturón montañoso remanente del Paleozoico.

### Mesozoico(hace 251-66 millones de años)
El Arco de Mérida, una cadena montañosa remanente del pensilvánico, controló la sedimentación en las cuencas de Táchira, Barquisimeto y Machiques, así como en las cuencas de Maracaibo y Barinas. Las cuencas están llenas principalmente de carbonatos de aguas poco profundas del Jurásico y Cretácico. A lo largo del Mesozoico, Venezuela fue un margen pasivo del continente sudamericano.

### Cenozoico(hace 66 millones de años hasta el presente)
Las cuencas de desprendimiento comenzaron a formarse, llenándose de sedimentos entre el Eoceno, Oligoceno, Mioceno y Plioceno. En su mayor parte, las rocas sedimentarias del Eoceno y Oligoceno sobreviven solo en cuencas limitadas por fallas.
A mediados del Cenozoico, los fragmentos de roca del basamento se desprendieron por la colisión de la placa de América del Sur y el Caribe. Se formó el gneis de El Mango. Más ampliamente, se formaron esquistos y gneis en la cuña de acreción.
Durante el Mioceno y Plioceno, se acumularon extensos sedimentos en la Cuenca Guárico occidental y la Cuenca Maturina oriental.

## Reservas de petróleo y gas
Venezuela tiene grandes depósitos de hidrocarburos, y, a diferencia de muchos otros depósitos a nivel mundial que se formaron durante el Mesozoico o Paleozoico, los depósitos venezolanos son predominantemente del Mioceno dentro de sedimentos porosos delta y llanura costera.